# 연접층 코호몰로지
수학에서, 특히 대수기하학과 복소다양체론에서 연접층 코호몰로지(영어: Coherent sheaf cohomology)는 특정 성질을 가진 함수들을 생성하는 방법이다. 많은 기하학적 질문은 선다발 단면 또는 보다 일반적인 연접층이 존재하는지 대한 질문으로 귀결될 수 있다. 이러한 단면은 일반화된 함수로 볼 수 있다. 코호몰로지는 단면을 생성하거나 단면이 존재하지 않는 이유를 설명하기 위한 계산을 제공한다. 또한 대수 다형체들을 구별하기 위한 불변량을 제공한다.
대수 기하학과 복소 해석 기하학의 대부분은 연접층와 그 코호몰로지의 관점에서 공식화된다.

## 연접층
연접층은 선형 다발을 일반화 한 결과로 볼 수 있다. 복소 해석 공간에 대한 해석적 연접층의 개념이 있고 이와 비슷하게 스킴에 대한 대수적 연접층이라는 개념이 있다. 두 가지 모두 주어진 공간 {\displaystyle X}와 환 층 {\displaystyle {\mathcal {O}}_{X}}으로부터 정의된다. 그리고 정칙 함수 또는 정규 함수의 다발 및 연접층은 {\displaystyle {\mathcal {O}}_{X}}-가군(즉, {\displaystyle {\mathcal {O}}_{X}}-가군층) 범주의 충만한 부분 범주로 정의된다.
접다발 같은 선형 다발은 기하학에서 근본적인 역할을 한다. 보다 일반적으로, {\displaystyle X}의 닫힌 부분 다형체 {\displaystyle Y}의 경우, 포함 함수 {\displaystyle i:Y\to X}를 가진 {\displaystyle Y} 위의 선형 다발 {\displaystyle E}는 {\displaystyle X} 위의 연접층, 즉, {\displaystyle Y} 밖에서 {\displaystyle 0}인 직상층 {\displaystyle i_{*}E}를 결정한다. 이런 식으로, {\displaystyle X}에 대한 연접층으로 표현될 수 있는 {\displaystyle X}의 부분 다형체에 대한 많은 질문이 있다.
선형 다발과 달리, 해석적 또는 대수적 연접층은 아벨 범주를 형성하므로 핵, 상 및 여핵들 가져오기와 같은 작용에서 닫힌다. 스킴에서 준연접층은 무한 랭크 국소 자유 층를 포함하는 연접층의 일반화이다.

## 층 코호몰로지
위상 공간 {\displaystyle X}에서 아벨 군 층 {\displaystyle {\mathcal {F}}}의 경우, 정수 {\displaystyle i}에 대한 층 코호몰로지 군 {\displaystyle H^{i}(X,{\mathcal {F}})}들은 전역 단면 함자 {\displaystyle {\mathcal {F}}\mapsto {\mathcal {F}}(X)}의 오른쪽 유도 함자로 정의된다. 결과적으로, {\displaystyle i<0}에 대해 {\displaystyle H^{i}(X,{\mathcal {F}})}는 {\displaystyle 0}이고 {\displaystyle H^{0}(X,{\mathcal {F}})}는 {\displaystyle {\mathcal {F}}(X)}로 규명 할 수 있다. 층의 짧은 완전열 {\displaystyle 0\to {\mathcal {A}}\to {\mathcal {B}}\to {\mathcal {C}}\to 0}에 대해, 코호몰로지 군의 긴 완전열
{\displaystyle 0\to H^{0}(X,{\mathcal {A}})\to H^{0}(X,{\mathcal {B}})\to H^{0}(X,{\mathcal {C}})\to H^{1}(X,{\mathcal {A}})\to \cdots .}
이 있다.
만약에 {\displaystyle {\mathcal {F}}}가 스킴 {\displaystyle X} 위의 {\displaystyle {\mathcal {O}}_{X}}-가군의 층이면, 기저 위상 공간 {\displaystyle X}을 사용하여 정의된 코호몰로지 군 {\displaystyle H^{i}(X,{\mathcal {F}})}는 환 {\displaystyle {\mathcal {O}}(X)} 위의 가군이다. 정규 함수의 예를 들어, {\displaystyle X}가 체 {\displaystyle \mathbb {K} } 위의 스킴이면, 코호몰로지 군 {\displaystyle H^{i}(X,{\mathcal {F}})}들은 {\displaystyle \mathbb {K} }-선형 공간이다. 이 이론은 {\displaystyle {\mathcal {F}}}가 다음과 같은 결과들로 인해 연접층 또는 준 연접층인 경우에 강력해진다.

## 아핀인 경우 소멸 정리
복소 해석학은 1953년 카르탕 정리에 의해 혁신되었다. 이 결과는, 만약 {\displaystyle {\mathcal {F}}}가 스테인 공간 {\displaystyle X}의 해석적 연접층이면, {\displaystyle {\mathcal {F}}}는 전역 단면에 의해 생성되며, {\displaystyle H^{i}(X,{\mathcal {F}})=0\,\forall i>0}이다. (복소 공간 {\displaystyle X}가 스테인 공간임과 {\displaystyle X}가 어떤 {\displaystyle n}에 대해 {\displaystyle \mathbb {C} ^{n}}의 닫힌 해석 부분 공간과 동형임은 동치다.) 이러한 결과는 주어진 특이점 또는 기타 성질을 가진 복소 해석 함수의 구성에 대한 이전 결과들의 많은 부분을 일반화한다.
1955년에 세르는 대수 기하학에 연접층를 도입했다(처음에는 대수적으로 닫힌 체에서 정의되었지만, 그로텐디크가 더 일반화하였다). 카르탕 정리의 유사점은 아주 일반적으로 유지된다. {\displaystyle {\mathcal {F}}}가 아핀 스킴 {\displaystyle X}의 준연접층이면, {\displaystyle {\mathcal {F}}}는 전역 단면들에 의해 생성되며, 모든 {\displaystyle i>0}에 대해 {\displaystyle H^{i}(X,{\mathcal {F}})=0}이다. 이는 층 {\displaystyle {\mathcal {F}}}을 {\displaystyle {\mathcal {O}}(X)} -가군 {\displaystyle H^{0}(X,{\mathcal {F}})}로 대응시키는 동치관계로  아핀 스킴 {\displaystyle X}에서 준연접층의 범주가 {\displaystyle {\mathcal {O}}(X)}-가군 범주와 같다는 사실과 관련되어 있다. 사실, 아핀 스킴은 준연접층에 대한 고차 코호몰로지가 사라지는 것으로 모든 준콤팩트 스킴 중에서 특징지어진다.

## 체흐 코호몰로지와 사영 공간의 코호몰로지
아핀 스킴에 대한 코호몰로지가 사라진 결과: 분리된 스킴 {\displaystyle X}, {\displaystyle X}의 아핀 열린 덮개 {\displaystyle \{U_{i}\}}, {\displaystyle X} 위의 준연접층 {\displaystyle {\mathcal {F}}}에 대해, 코호몰로지 군 {\displaystyle H^{*}(X,{\mathcal {F}})}들은 열린 덮개{\displaystyle \{U_{i}\}}와 관련하여 체흐 코호몰로지 군과 동형이다. 즉, {\displaystyle {\mathcal {F}}}의 단면을 알고 아핀 열린 부분 스킴 {\displaystyle U_{i}}들의 모든 유한 교집합에서 {\displaystyle X}의 {\displaystyle {\mathcal {F}}} 계수 코호몰로지를 결정한다.
체흐 코호몰로지를 사용하면 임의의 선다발의 계수로 사영 공간의 코호몰로지를 계산할 수 있다. 즉, 체 {\displaystyle \mathbb {K} }, 양의 정수 {\displaystyle n}, 임의의 정수 {\displaystyle j}에 대해, {\displaystyle \mathbb {K} } 위의 사영 공간 {\displaystyle \mathbb {P} ^{n}}의 선다발 {\displaystyle {\mathcal {O}}(j)} 계수 코호몰로지는
{\displaystyle H^{i}(\mathbb {P} ^{n},{\mathcal {O}}(j))\cong {\begin{cases}\bigoplus _{a_{0},\ldots ,a_{n}\geq 0,\;a_{0}+\cdots +a_{n}=j}\;k\cdot x_{0}^{a_{0}}\cdots x_{n}^{a_{n}}&i=0\\[6pt]0&i\neq 0,n\\[6pt]\bigoplus _{a_{0},\ldots ,a_{n}<0,\;a_{0}+\cdots +a_{n}=j}\;k\cdot x_{0}^{a_{0}}\cdots x_{n}^{a_{n}}&i=n\end{cases}}}
로 주어진다. 특히, 이 계산은 {\displaystyle \mathbb {K} } 위의 사영 공간의 임의의 선다발에 계수 코호몰로지가 {\displaystyle \mathbb {K} }-선형 공간으로서 유한 차원을 갖는다.
위의 이러한 코호몰로지 군의 소멸 차원 {\displaystyle n}은 그로텐디크 소멸 정리의 아주 특별한 경우이다: {\displaystyle n<\infty } 차원 뇌터 위상 공간 {\displaystyle X}에서 임의의 아벨 군 층 {\displaystyle {\mathcal {F}}}에 대해, {\displaystyle H^{i}(X,{\mathcal {F}})=0} {\displaystyle \forall i>n}. 이것은 특히 뇌터 스킴 {\displaystyle X}(예: 체에 대한 대수 다양체)와 준연접층 {\displaystyle {\mathcal {F}}}에 유용하다.

## 평면 곡선의 층 코호몰로지
매끄러운 {\displaystyle d}차 사영 평면 곡선 {\displaystyle C}이 주어지면, 층 코호몰로지 {\displaystyle H^{*}(C,{\mathcal {O}}_{C})}는 코호몰로지에서 긴 완전열을 사용하여 쉽게 계산할 수 있다. 먼저, 매장 {\displaystyle i:C\to \mathbb {P} ^{2}}에 대해  {\displaystyle i_{*}}가 완전하므로 코호몰로지 군의 동형
{\displaystyle H^{*}(\mathbb {P} ^{2},i_{*}{\mathcal {O}}_{C})\cong H^{*}(C,{\mathcal {O}}_{C})}
이 있다. 이것은 {\displaystyle \mathbb {P} ^{2}} 위의 연접층의 짧은 완전열을 의미한다.
{\displaystyle 0\to {\mathcal {O}}(-d)\to {\mathcal {O}}\to i_{*}{\mathcal {O}}_{C}\to 0}
이는 이데알 열라고 하며, 코호몰로지에서 긴 완전열을 통해 코호몰로지를 계산하는 데 사용할 수 있다. 이 열로부터,
{\displaystyle {\begin{aligned}0&\to H^{0}(\mathbb {P} ^{2},{\mathcal {O}}(-d))\to H^{0}(\mathbb {P} ^{2},{\mathcal {O}})\to H^{0}(\mathbb {P} ^{2},{\mathcal {O}}_{C})\\&\to H^{1}(\mathbb {P} ^{2},{\mathcal {O}}(-d))\to H^{1}(\mathbb {P} ^{2},{\mathcal {O}})\to H^{1}(\mathbb {P} ^{2},{\mathcal {O}}_{C})\\&\to H^{2}(\mathbb {P} ^{2},{\mathcal {O}}(-d))\to H^{2}(\mathbb {P} ^{2},{\mathcal {O}})\to H^{2}(\mathbb {P} ^{2},{\mathcal {O}}_{C})\end{aligned}}}
사영 공간에 대한 이전 계산을 사용하여 이를 단순화할 수 있다. 단순화를 위해 기저 환이 {\displaystyle \mathbb {C} } 또는 대수적으로 닫힌 체라고 가정한다. 그러면 동형 사상
{\displaystyle {\begin{aligned}H^{0}(C,{\mathcal {O}}_{C})&\cong H^{0}(\mathbb {P} ^{2},{\mathcal {O}})\\H^{1}(C,{\mathcal {O}}_{C})&\cong H^{2}(\mathbb {P} ^{2},{\mathcal {O}}(-d))\end{aligned}}}
이 있다. 이는 곡선의 {\displaystyle H^{1}}가 랭크
{\displaystyle {d-1 \choose d-3}={\frac {(d-1)(d-2)}{2}}}
인 유한 차원 선형 공간임을 보여준다.

## 퀴네트 정리
다형체들의 곱에 대한 연접층 코호몰로지에는 퀴네트 공식의 아날로그가 있다. 체 {\displaystyle \mathbb {K} }에 아핀-대각으로 주어진 준 콤팩트 스킴 {\displaystyle X,Y}, (예: 분리된 스킴) {\displaystyle {\mathcal {F}}\in {\text{Coh}}(X)}, {\displaystyle {\mathcal {G}}\in {\text{Coh}}(Y)}라 하자. 그러면 동형 사상 
{\displaystyle H^{k}(X\times _{{\text{Spec}}(\mathbb {K} )}Y,\pi _{1}^{*}{\mathcal {F}}\otimes _{{\mathcal {O}}_{X\times _{{\text{Spec}}(\mathbb {K} )}Y}}\pi _{2}^{*}{\mathcal {G}})\cong \bigoplus _{i+j=k}H^{i}(X,{\mathcal {F}})\otimes _{\mathbb {K} }H^{j}(Y,{\mathcal {G}})} 
이 있다. 여기서 {\displaystyle \pi _{1},\pi _{2}}는 {\displaystyle X\times _{{\text{Spec}}(k)}Y\rightarrow X,Y}인 정사영이다.

### 곡선의 층 코호몰로지 계산
{\displaystyle X=\mathbb {P} ^{1}\times \mathbb {P} ^{1}}안에, 일반 단면 {\displaystyle {\mathcal {O}}_{X}(a,b)=\pi _{1}^{*}{\mathcal {O}}_{\mathbb {P} ^{1}}(a)\otimes _{{\mathcal {O}}_{X}}\pi _{2}^{*}{\mathcal {O}}_{\mathbb {P} ^{1}}(b)}는 다음 이데알 열을 주며 곡선 {\displaystyle C}을 정의한다: 
{\displaystyle 0\to {\mathcal {O}}_{X}(-a,-b)\to {\mathcal {O}}_{X}\to {\mathcal {O}}_{C}\to 0}
그러면 이 긴 완전열로부터
{\displaystyle {\begin{aligned}0&\to H^{0}(X,{\mathcal {O}}(-a,-b))\to H^{0}(X,{\mathcal {O}})\to H^{0}(X,{\mathcal {O}}_{C})\\&\to H^{1}(X,{\mathcal {O}}(-a,-b))\to H^{1}(X,{\mathcal {O}})\to H^{1}(X,{\mathcal {O}}_{C})\\&\to H^{2}(X,{\mathcal {O}}(-a,-b))\to H^{2}(X,{\mathcal {O}})\to H^{2}(X,{\mathcal {O}}_{C})\end{aligned}}}
{\displaystyle {\begin{aligned}H^{0}(C,{\mathcal {O}}_{C})&\cong H^{0}(X,{\mathcal {O}})\\H^{1}(C,{\mathcal {O}}_{C})&\cong H^{2}(X,{\mathcal {O}}(-a,-b))\end{aligned}}}
{\displaystyle H^{1}}가 곡선의 종수이므로 퀴네트 공식을 사용하여 베티 수를 계산할 수 있다. 이것은
{\displaystyle H^{2}(X,{\mathcal {O}}_{X}(-a,-b))\cong H^{1}(\mathbb {P} ^{1},{\mathcal {O}}(-a))\otimes _{\mathbb {K} }H^{1}(\mathbb {P} ^{1},{\mathcal {O}}(-b))}
{\displaystyle -a,-b\leq -2}에 대해 랭크
{\displaystyle {\binom {a-1}{a-2}}{\binom {b-1}{b-2}}=(a-1)(b-1)=ab-a-b+1}
이다. 특히, 만약 {\displaystyle C}가 {\displaystyle {\mathcal {O}}(2,\mathbb {K} )}의 일반 단면의 사라지는 궤적에 의해 정의되면, {\displaystyle C}의 종수는
{\displaystyle 2k-2-k+1=k-1}
따라서 임의의 종수를 가진 곡선은 {\displaystyle \mathbb {P} ^{1}\times \mathbb {P} ^{1}}의 내부에서 찾을 수 있다.

## 유한 차원
체 {\displaystyle \mathbb {K} } 위에 적절한 스킴 {\displaystyle X}과 {\displaystyle X}위의 어떤 연접층 {\displaystyle {\mathcal {F}}}에 대해, 코호몰로지 군 {\displaystyle H^{i}(X,{\mathcal {F}})}은 {\displaystyle \mathbb {K} }-선형 공간으로서 유한 차원을 갖는다. {\displaystyle X}가 {\displaystyle \mathbb {K} }-사영 공간인 특별한 경우에는, 이는 위에서 논의한 사영 공간의 선다발의 경우로 축소하여 증명된다. 일반적인 체에 대한 적절한 스킴의 경우에서 그로텐디크는 저우 보조 정리를 사용하여 사영 스킴의 경우로 축소하여 코호몰로지의 유한성을 증명했다.
코호몰로지의 유한 차원성은 또한 아주 다른 주장에 의해 임의의 콤팩트 복소 공간에 대한 해석적 연접층의 유사한 상황에서도 유지된다. 카르탕과 세르는 프레셰 공간에서 콤팩트 연산자에 대한 슈바르츠의 정리를 사용하여 이 해석학적 상황에서 유한 차원성을 증명했다. 적절한 사상에 대한 이 결과의 상대적인 버전은 그로텐디크(국소 뇌터 스킴의 경우)과 Grauert (복소 해석 공간의 경우)가 의해 증명했다. 즉, 적절한 사상 {\displaystyle f:X\to Y}(대수적 또는 해석학적 설정에서)과 {\displaystyle X} 위의 연접층 {\displaystyle {\mathcal {F}}}에 대해, 더 높은 직상층 {\displaystyle R^{i}f_{*}{\mathcal {F}}}들은 연접층이다. {\displaystyle Y}가 점이면, 이 정리는 코호몰로지의 유한 차원성을 제공한다.
코호몰로지의 유한 차원성은 사영 다형체에 대한 많은 수치적 불변량을 초래한다. 예를 들어, {\displaystyle X}가 대수적으로 닫힌 체 {\displaystyle \mathbb {K} } 위의 매끄러운 사영 곡선이면, {\displaystyle X}의 종수는 {\displaystyle \mathbb {K} } -선형 공간으로서 {\displaystyle H^{1}(X,{\mathcal {O}}_{X})}의 차원으로 정의된다. {\displaystyle \mathbb {K} }가 복소수 체일 때, 이것은 고전적(유클리드) 위상의 복소 점들의 공간 {\displaystyle X(\mathbb {C} )}의 종수과 일치한다.   (이 경우, {\displaystyle X(\mathbb {C} )=X^{an}}는 닫힌 유향 곡면이다.) 가능한 많은 고차원 일반화들 중에서 매끄러운 {\displaystyle n}차원 사영 다형체 {\displaystyle X}의 기하학적 종수는 {\displaystyle H^{n}(X,{\mathcal {O}}_{X})}의 차원이다. 그리고 산술 종수(하나의 관례에 따름)은 다음 교대합이다:
{\displaystyle \chi (X,{\mathcal {O}}_{X})=\sum _{j}(-1)^{j}\dim _{k}(H^{j}(X,{\mathcal {O}}_{X})).}

## 세르 쌍대성
세르 쌍대성은 연접층 코호몰로지에 대한 푸앵카레 쌍대성의 유사체이다. 이 비유에서 표준 다발 {\displaystyle K_{X}}은 유향 층의 역할을 한다. 즉, 체 {\displaystyle \mathbb {K} } 위에 매끄러운 {\displaystyle n}차원 적절한 스킴 {\displaystyle X}에 대해 자연 대각 사상 {\displaystyle H^{n}(X,K_{X})\to \mathbb {K} }이 있다. 이 사상은 {\displaystyle X}가 기하학적으로 연결되어 있는 경우 동형사상이다. 이는 {\displaystyle \mathbb {K} }의 대수적 폐포로 {\displaystyle X}를 기저 변화가 연결임을 의미한다. {\displaystyle X} 위의 선형 다발 {\displaystyle E}에 대한 세르 쌍대성은 다음 곱
{\displaystyle H^{i}(X,E)\times H^{n-i}(X,K_{X}\otimes E^{*})\to H^{n}(X,K_{X})\to k}
는 모든 정수 {\displaystyle i}에 대한 완벽한 페어링이라 말한다. 특히, {\displaystyle \mathbb {K} } -선형 공간 {\displaystyle H^{i}(X,E)}과 {\displaystyle H^{n-i}(X,K_{X}\otimes E^{*})}는 동일한(유한한) 차원을 가진다. (세르는 또한 모든 콤팩트 복소 다양체에서 정칙 선형 다발에 대한 세르 쌍대성을 입증했다.) 그로텐디크 쌍대 이론은 진술이 덜 기초적이기는 하지만 연접층과 도식의 적절한 형태에 대한 일반화를 포함한다.
예를 들어,  대수적으로 닫힌 체 {\displaystyle \mathbb {K} } 위에서 매끄러운 사영 곡선 {\displaystyle X}의 경우, 세르 쌍대성은 {\displaystyle X}의 제 1형식 공간 {\displaystyle H^{0}(X,\Omega ^{1})=H^{0}(X,K_{X})}의 차원이 {\displaystyle X}의 종수({\displaystyle H^{1}(X,{\mathcal {O}}_{X})} 차원)와 같음을 함의한다.

## GAGA 정리
GAGA 정리는 복소수에 대한 대수다양체을 해당 해석 공간과 관련시킨다. {\displaystyle \mathbb {C} } 위의 유한형 스킴 {\displaystyle X}의 경우 {\displaystyle X}의 대수적 연접층에서 관련 해석 공간 {\displaystyle X^{\text{an}}}의 해석적 연접층까지 함자가 있다. 핵심 GAGA 정리(사영 사례에 대한 세르의 정리를 일반화한 그로텐디크에 의한)는 {\displaystyle X}가 {\displaystyle \mathbb {C} }에 대해 적절하다면 이 함자는 범주의 동치성이라는 것이다. 더욱이, {\displaystyle \mathbb {C} } 위의 적절한 스킴 {\displaystyle X} 위의 모든 대수적 연접층 {\displaystyle E}에 대해 유한 차원 복소 선형 공간 사이의 자연 사상
{\displaystyle H^{i}(X,E)\to H^{i}(X^{\text{an}},E^{\text{an}})}
은 모든 {\displaystyle i}에 대한 동형사상이다. (여기서 첫 번째 군은 자리스키 위상를 사용하여 정의되고 두 번째 군은 고전(유클리드) 위상를 사용하여 정의된다.) 예를 들어, 사영 공간에서 대수적 및 해석적 연접층 사이의 동등성은 {\displaystyle \mathbb {CP} ^{n}}의 모든 닫힌 해석적 부분 공간이 대수적이라는 저우 정리를 암시한다.

## 소멸 정리들
세르의 소멸 정리에 따르면 충분한 선 다발에 대해 {\displaystyle L} 적절한 스킴에 {\displaystyle X} 뇌터 환 및 연접층 위에 {\displaystyle {\mathcal {F}}} ~에 {\displaystyle X}, 정수가 있다 {\displaystyle m_{0}} 모두를 위해 {\displaystyle m\geq m_{0}}, 다발 {\displaystyle {\mathcal {F}}\otimes L^{\otimes m}} 전역 단면에 걸쳐 있으며 양의 정도에 코호몰로지가 없다.
세르의 소멸 정리가 유용하긴 하지만 {\displaystyle m_{0}} 문제가 될 수 있다. 고다이라 소멸 정리는 중요한 명시적 결과이다. 즉, 만약 {\displaystyle X}가 특성이 {\displaystyle 0}인 체에 대한 매끄러운 사영 다형체, {\displaystyle L}은 {\displaystyle X} 위의 풍부한 선다발이고 {\displaystyle K_{X}}는 표준 다발이면, 모든 {\displaystyle j>0}에 대해,
{\displaystyle H^{j}(X,K_{X}\otimes L)=0}.
세르의 정리는 {\displaystyle L}의 큰 거듭 제곱에 대해 동일한 소멸을 보장한다. 고다이라 소멸과 그 일반화는 대수 다양체의 분류와 극소 모형 프로그램의 기본이다. 고다이라 소멸은 양의 표수를 가진 체에서 성립하지 않는다.

## 호지 이론
호지 정리는 연접층 코호몰로지를 특이 코호몰로지 (또는 드람 코호몰로지 )와 관련시킨다. 즉, 만약 {\displaystyle X}가 매끄러운 복소 사영 다형체이면 복소 선형 공간의 표준 직합 분해가 있다. 모든 {\displaystyle a}에 대해,
{\displaystyle H^{a}(X,\mathbf {C} )\cong \bigoplus _{b=0}^{a}H^{a-b}(X,\Omega ^{b}),}
왼쪽에 있는 군은 {\displaystyle X(\mathbb {C} )}의 특이 코호몰로지를 의미한다. 유클리드 위상에서, 오른쪽에 있는 군은 (GAGA에 의해) 자리스키 또는 고전적 위상에서 취할 수 있는 연접층의 코호몰로지 군이다. {\displaystyle \mathbb {C} } 위에서 매끄러운 적절한 스킴 {\displaystyle X} 또는 모든 콤팩트 켈러 다양체에 대해 동일한 결론이 적용된다.
예를 들어, 호지 정리는 매끄러운 사영 곡선 {\displaystyle X}의 종수를 {\displaystyle H^{1}(X,{\mathcal {O}})}의 차원으로 정의함을 의미한다. 이는 모든 체 {\displaystyle \mathbb {K} }에 대해 의미가 있다.  {\displaystyle \mathbb {K} }가 복소수인 경우 이 정의는 위상 수학적 정의(첫 번째 베티 수의 절반)와 같다. 호지 이론은 복소 다형체의 위상 수학적 특성에 대한 많은 작업에 영감을 주었다.

## 리만–로흐 정리
체 {\displaystyle \mathbb {K} }에 대한 적절한 스킴 {\displaystyle X}의 경우 {\displaystyle X}에서 연접층 {\displaystyle E}의 오일러 특성은 정수이다.
{\displaystyle \chi (X,E)=\sum _{j}(-1)^{j}\dim _{k}(H^{j}(X,E)).}
연접층 {\displaystyle E}의 오일러 특성은 리만-로흐 정리와 그 일반화, 히르체부르흐-리만-로흐 정리 및 그로텐디크-리만-로흐 정리에 따라 {\displaystyle E}의 천 특성류에서 계산할 수 있다. 예를 들어 {\displaystyle L}이 체 {\displaystyle \mathbb {K} } 위의 매끄럽고 기하학적으로 연결된 곡선 {\displaystyle X}의 선 다발이면 다음과 같다.
{\displaystyle \chi (X,L)={\text{deg}}(L)-{\text{genus}}(X)+1,}
여기서 {\displaystyle {\text{deg}}(L)}은 {\displaystyle L}의 차수를 나타낸다.
소멸 정리와 결합할 때 리만-로흐 정리는 종종 선다발 단면의 선형 공간 차원을 결정하는 데 사용될 수 있다. {\displaystyle X}의 선다발에 충분한 단면이 있음을 알면 {\displaystyle X}에서 사영 공간, 아마도 닫힌 몰입으로서 사상을 정의하는 데 사용할 수 있다. 이 접근법은 다형체를 분류하는 데 필수적이다.
리만-로흐 정리는 또한 아티야-싱어 지표 정리에 의해 컴팩트 복소 다양체의 정칙 선형 다발에 대해 유지된다.

## 증가
{\displaystyle n} 차원 스킴에서 코호몰로지 군의 차원은 기껏해야 {\displaystyle n}차 다항식 정도로 커질 수 있다.
{\displaystyle X}를 {\displaystyle n} 차원 사영 스킴으로 놓고 {\displaystyle D}를 {\displaystyle X}에 대한 제수라고 한다. 만약에 {\displaystyle {\mathcal {F}}}가 {\displaystyle X}의 연접층이면,
모든 {\displaystyle i}에 대해 {\displaystyle h^{i}(X,{\mathcal {F}}(mD))=O(m^{n})}.
{\displaystyle X}에 대한 네프 약수 {\displaystyle D}의 더 높은 코호몰로지에 대해;
{\displaystyle h^{i}(X,{\mathcal {O}}_{X}(mD))=O(m^{n-1})}

## 응용들
체 {\displaystyle \mathbb {K} }에 대한 스킴 {\displaystyle X}가 주어지면 변형 이론은 극소 이웃에 대한 {\displaystyle X}의 변형을 연구한다. 환 위의 변형에 관한 가장 간단한 경우 {\displaystyle R:=\mathbb {K} [\epsilon ]/\epsilon ^{2}}의 이원수, 특수 올과 같은 {\displaystyle {\text{Spec}}\,R}에 대한 스킴 {\displaystyle X_{R}}이 있는지 검사
{\displaystyle X_{R}\times _{\operatorname {Spec} R}\operatorname {Spec} k}
주어진 {\displaystyle X}와 동형이다. 접층 {\displaystyle T_{X}} 계수 연접층 코호몰로지는 {\displaystyle X}가 매끄러운 경우 {\displaystyle X}의 변형 클래스를 제어한다. 즉,
- 위 유형의 변형의 동형 클래스는 첫 번째 일관된 코호몰로지에 의해 매개  변수화된다. {\displaystyle H^{1}(X,T_{X})},
- {\displaystyle H^{2}(X,T_{X})}에 위와 같이 {\displaystyle {\text{Spec}}\,R}에 대한 {\displaystyle X}의 변형이 존재함과 소멸됨이 동치인 원소(방해 클래스 라고 함)가 있다.

## 참고 문헌
- Cartan, Henri; Serre, Jean-Pierre (1953). “Un théorème de finitude concernant les variétés analytiques compactes”. 《Comptes Rendus Hebdomadaires des Séances de l'Académie des Sciences de Paris》 237: 128–130. Zbl 0050.17701.
- Grauert, Hans; Remmert, Reinhold (1984), 《Coherent Analytic Sheaves》, Grundlehren der mathematischen Wissenschaften 265, Springer-Verlag, doi:10.1007/978-3-642-69582-7, ISBN 3-540-13178-7, MR 0755331
- Grothendieck, Alexandre; Raynaud, Michèle (2003) [1971], 《Séminaire de Géométrie Algébrique du Bois Marie – 1960–61 – Revêtements étales et groupe fondamental (SGA 1) (Documents Mathématiques 3)》, Paris: Société Mathématique de France, arXiv:math.AG/0206203, ISBN 978-2-85629-141-2, MR 2017446
- Grothendieck, Alexandre; Dieudonné, Jean (1961). "Eléments de géométrie algébrique: III. Étude cohomologique des faisceaux cohérents, Première partie". Publications Mathématiques de l'IHÉS. 11. doi:10.1007/bf02684274. MR 0217085.
- Hartshorne, Robin (1977), 《Algebraic Geometry》, Graduate Texts in Mathematics 52, New York: Springer-Verlag, ISBN 978-0-387-90244-9, MR 0463157
- Serre, Jean-Pierre (1955), “Faisceaux algébriques cohérents” (PDF), 《Annals of Mathematics》 61 (2): 197–278, doi:10.2307/1969915, JSTOR 1969915, MR 0068874
- “Finiteness theorems”. 《Encyclopedia of Mathematics》 (영어). Springer-Verlag. 2001. ISBN 978-1-55608-010-4.
- Grauert, Hans; Remmert, Reinhold (2004). 〈The Finiteness Theorem〉. 《Theory of Stein Spaces》. Classics in Mathematics. 186–203쪽. doi:10.1007/978-3-642-18921-0_8. ISBN 978-3-540-00373-1.